# Ricaurte (Nariño)
Ricaurte è un comune della Colombia facente parte del dipartimento di Nariño.
L'abitato venne fondato da Antonio Rosero nel 1880, mentre l'istituzione del comune è del 4 agosto 1890.